# Balesta
Balesta település Franciaországban, Haute-Garonne megyében. Lakosainak száma 158 fő (2022. január 1.). Balesta Bazordan, Boudrac, Cazaril-Tambourès, Larroque, Nizan-Gesse és Sarrecave községekkel határos.

## Népesség
A település népességének változása:
| Lakosok száma | 253  | 177  | 149  | 170  | 178  | 165  | 148  | 143  | 137  | 158  |
|               | 1968 | 1982 | 1999 | 2006 | 2011 | 2015 | 2017 | 2018 | 2020 | 2022 |